# Chrysochlamys macrophylla
Chrysochlamys macrophylla är en tvåhjärtbladig växtart som beskrevs av Ferdinand Albin Pax. Chrysochlamys macrophylla ingår i släktet Chrysochlamys och familjen Clusiaceae. Inga underarter finns listade i Catalogue of Life.